# ハッサン・ディアブ (政治家)
ハッサン・ディアブ（アラビア語: حسان دياب ハッサーン・ディヤーブ、アラビア語ラテン翻字: Hassan Diab、1959年1月6日 – ）は、レバノンの工学者、教員。2020年1月から2021年9月まで同国首相、第2次ナジーブ・ミーカーティー政権下の2011年から2014年まで教育大臣を務めた。

## 生い立ちと教育
1959年、ディアブはベイルートでレバノン人の家庭に誕生。1981年、リーズ・メトロポリタン大学で通信工学の学士号を取得。続いて1982年にサリー大学でシステム工学の修士号を取得。1985年にバース大学で計算機工学の博士号を取得。

## 職歴
ディアブはベイルート・アメリカン大学で電気工学教授を務めた。また彼は2006年10月から2011年6月までベイルート・アメリカン大学の地域外部プログラム副代表を務めた。2011年6月13日、ディアブはナジーブ・ミーカーティー内閣の一員として教育大臣に任命され、2014年2月15日の任期末まで在任した。
2019年12月19日、ミシェル・アウン大統領はディアブを次期レバノン首相に指名した。これは2019年レバノン反政府デモによりサアド・ハリーリー首相が辞任したことによるものであった。ディアブはレバノン国民議会にて単一与党の3月14日同盟を中心に賛成69票を獲得した。しかし、組閣作業が遅れたため、2020年1月21日になってようやく政権が発足した。
2020年3月には、デフォルト状態となり、通貨の下落により多くを輸入に頼る食料品などの価格が高騰。6月には各地でデモが頻発し、抑え込むことができない状況となった。
2020年8月4日に発生したベイルート爆発事故への対応に批判が集まり反政府デモが拡大、また閣僚が次々に辞任を表明する事態となった。8月10日、ディアブは内閣総辞職を表明。12月10日、必要な措置を取らずに危険物を放置したとして、司法当局から過去の担当閣僚らと共に訴追された。後継の首相にはサード・ハリーリー前首相が指名されたものの組閣の方針を巡ってアウン大統領と対立し、辞職表明後も、新たに首相に指名されたナジーブ・ミーカーティーが2021年9月に就任するまで1年以上首相にとどまり続けた。

## 私生活
ディアブは既婚で、子供が3人いる。レバノンのベイルート在住。スンナ派のイスラム教徒である。